# Tadeusz Marian Kruszyński
Tadeusz Marian Kruszyński (ur. 25 października 1894 w Kulparkowie, zm. 18 marca 1967 w Penrhos) – pułkownik artylerii inżynier Wojska Polskiego, kawaler Orderu Virtuti Militari.

## Życiorys
Urodził się 25 października 1894 we wsi Kulparków, w ówczesnym powiecie lwowskim Królestwa Galicji i Lodomerii, w rodzinie Stanisława, lekarza medycyny, i Marii z Eminowiczów. W 1912 zdał egzamin dojrzałości w c. k. II Szkole Realnej we Lwowie. Od 10 października 1912 do 10 października 1913 odbył obowiązkową służbę wojskową w cesarskiej i królewskiej Armii, w charakterze jednorocznego ochotnika. Po zakończeniu służby wojskowej rozpoczął studia na Wydziale Komunikacji Szkoły Politechnicznej we Lwowie i wstąpił do oddziału konnego „Sokoła Macierzy” na Łyczakowie.
Po zakończeniu I wojny światowej został przyjęty do Wojska Polskiego. Brał udział w wojnie polsko-bolszewickiej w szeregach 5 Lwowskiego pułku artylerii polowej, a za swoje czyny wojenne otrzymał Order Virtuti Militari. Został awansowany do stopnia kapitana artylerii ze starszeństwem z dniem 1 czerwca 1919. W 1923 był oficerem 11 pułku artylerii polowej w garnizonie Stanisławów odkomenderowanym na studia na Politechnice Lwowskiej. W 1924 jako kapitan inżynier artylerii był oficerem 6 pułku artylerii ciężkiej we Lwowie. Z dniem 1 marca 1927 roku został zwolniony z zajmowanego stanowiska w 6 pac i przeniesiony służbowo na X kurs dowódców dywizjonów w Centrum Wyszkolenia Artylerii w Toruniu. 12 kwietnia 1927 roku został mianowany majorem ze starszeństwem z dniem 1 stycznia 1927 roku i 53. lokatą w korpusie oficerów artylerii. W czerwcu tego roku został wyznaczony na stanowisko dowódcy I dywizjonu 6 pac. W kwietniu 1928 został przesunięty na stanowisko kwatermistrza pułku. W marcu 1930 został wyznaczony na stanowisko dowódcy 6 dywizjonu artylerii przeciwlotniczej we Lwowie. Jego żona Emilia Kruszyńska została przewodniczącą koła świetlicowego działającego przy dywizjonie. 24 stycznia 1934 został mianowany podpułkownikiem ze starszeństwem z 1 stycznia 1934 i 7. lokatą w korpusie oficerów artylerii. W 1938 roku został komendantem Szkoły Podchorążych Artylerii Przeciwlotniczej w Trauguttowie k. Brześcia nad Bugiem.
W 1937 był przewodniczącym sądu honorowego klubu sportowego LKS Pogoń Lwów (w tym czasie jego żona zasiadała w zarządzie klubu i kierowała sekcją pań).
Po zakończeniu II wojny światowej pozostał na emigracji w Wielkiej Brytanii. Do końca życia pozostawał w stopniu pułkownika. Zmarł 30 października 1966 w Penrhos. Został pochowany na cmentarzu w Pwllheli.
Był żonaty, miał dwóch synów: Tadeusza (ur. 1921) i Stanisława (ur. 1923).

## Ordery i odznaczenia
- Krzyż Srebrny Orderu Virtuti Militari nr 1256[1][22]
- Krzyż Kawalerski Orderu Odrodzenia Polski – 11 listopada 1936 „za zasługi w służbie wojskowej”[23]
- Krzyż Walecznych dwukrotnie[24]
- Złoty Krzyż Zasługi – 18 marca 1932 „za zasługi na polu organizacji i wyszkolenia wojska”[25][26]
- Medal Pamiątkowy za Wojnę 1918–1921[1]
- Medal Dziesięciolecia Odzyskanej Niepodległości[1]

25 października 1937 Komitet Krzyża i Medalu Niepodległości odrzucił wniosek o nadanie mu tego odznaczenia z powodu „braku podstaw”.